# Djifa Amedegnato
Djifa Julien Amedegnato (* 17. September 2003 in Berlin) ist ein deutscher Volleyballspieler.

## Karriere
Amedegnato begann seine Karriere beim Berliner TSC. Er nahm mit dem Berliner Nachwuchs am Bundespokal teil. Anschließend spielte er beim SCC Berlin. Von 2020 bis 2023 trat der Zuspieler mit dem Nachwuchsteam VC Olympia Berlin in der ersten und zweiten Liga an und gehörte damit auch zur deutschen Junioren-Nationalmannschaft. Er absolvierte sein freiwilliges soziales Jahr ebenfalls im Berliner Volleyball. 2023 wechselte er zu den Netzhoppers Königs Wusterhausen. Die Netzhoppers belegten in der Bundesliga-Saison 2023/24 den letzten Platz. 2024 wurde Amedegnato vom deutschen Meister Berlin Recycling Volleys verpflichtet.